# Pseudotropheus johannii
Pseudotropheus johannii (hay còn được gọi là bluebray mbuna) là một loài cá hoàng đế nước ngọt của châu Phi. Loài này là loài đặc hữu của các vùng duyên hải ở phía đông, cụ thể là bờ biển Mozambique của hồ Malawi, phía nam của Chuanga. Loài này là loài cá cảnh phổ biến và thường được nuôi trong bể cá hoàng đế. Trong việc buôn bán các sinh vật thủy sinh, loài cá này còn được gọi là mbuna bluegray hoặc electric blue johanni.
Sự khác nhau về giới tính của loài cá này là hoàn toàn rõ ràng. Con cái và con chưa trưởng thành có màu vàng. Còn con đực thì màu sắc của nó có sự kết hợp của màu xanh dương với màu tím và đen, cùng với một đường màu xanh chạy ngang trán ở trên đỉnh mắt và dọc theo phần thân trên đường giữa, dòng thứ hai xuất hiện bên dưới đường giữa.
Tình trạng bảo tồn của nó là có thể bị đe dọa. Có thể là do các hoạt động săn bắt để phục vụ cho việc buôn bán.

## Trong bể cá
Đây là loài cá ưa sống trong nước kiềm với độ pH là từ 7 đến 9 và vì là loài cá nhiệt đới nên nhiệt độ nước của nó là từ 22 đến 28 °C (72 đến 82 °F). Độ cứng của nước từ 10-20. Chúng là loài rất hung dữ và chỉ được nuôi với các loài cá hoàng đế châu Phi hung hăng tương tự khác. Không được nuôi nhiều hơn một con đực trong cùng một bể nếu bể không to và có nhiều nơi ẩn nấp.